# ネリカン
『ネリカン』（練鑑）は、東京少年鑑別所の俗称。

## 概要
東京少年鑑別所が東京都練馬区に存在する事から、『練馬の少年鑑別所』が略されるようになり、後述の映画／漫画／楽曲などで使用された。

## 用例
| 分類 | 作品名                                               | 作品発表時期 | 特記事項 |
| ---- | ---------------------------------------------------- | ------------ | --- |
| 楽曲 | ネリカン・ブルース                                   | 不明         | 美川鯛二『網走0番地』（ソノレコード SS-25）、藤圭子『演歌の旅 緋牡丹博徒』（RCA JRS-7251、1973年）、谷なおたか『流れ者のバラード（八九三節）』（Yupiteru Records YS-1、1974年8月）などに収録されている。作詞作曲者ともに不明で、『網走0番地』の解説では作者不詳の楽曲『可愛いいスーチャン』に、当の練馬の鑑別所に収監されている少年らが歌詞をつけたものとされている。『演歌の旅 緋牡丹博徒』収録のものは作詞が若杉嵐となっている。 |
| 映画 | 不良番長 練鑑ブルース                                | 1969年       | 映画『不良番長』シリーズ第三作。 |
| 漫画 | ワル                                                 | 1970年       | 真樹日佐夫原作、影丸穣也作画。週刊少年マガジン1970年4・5号から1973年2号に連載。 |
| 漫画 | とべない翼                                           | 1970年       | 真樹日佐夫原作、梅本さちお作画。週刊少年サンデー1970年25号から1971年17号に連載。主人公が車で護送される途中、隣の席に座っていた少年に行き先を尋ね、訊かれた少年が「ネリカン」と称される東京少年鑑別所であることを説明する。 |
| 楽曲 | 女番長（すけばん）ブルース                           | 1971年       | 1971年の映画『女番長ブルース 牝蜂の逆襲』の主題歌で、「練鑑育ちの意地の花 太く短く狂い咲き」という歌詞がある。ただし当時発売のレコード『女番長ブルース』（クラウンレコード CW-1195、1971年）での歌詞は映画のものと違い「日蔭育ちの」となっていて、「練鑑育ちの」のバージョンは『やさぐれ姉御伝 総括リンチ ジュテームはさよならの始まり／女番長ブルース』(ソリッド・レコード SD-538、2020年8月29日) B面に収録されている。           |
| 漫画 | あしたのジョー                                       | 1973年       | 高森朝雄原作、ちばてつや作画。週刊少年マガジン1968年1号から1973年19号に連載。主人公・矢吹丈が友人である西の結婚式で、自分たちの生い立ちについて語るシーンでこの俗称が使われる。 |
| 映画 | 非情学園ワル ネリカン同期生                          | 1974年       | 上記の漫画『ワル』が原作の実写映画化作品三作目。 |
| 漫画 | サバイバル                                           | 1976年       | さいとう・たかをの漫画。週刊少年サンデー1976年38号から1980年52号に連載。主人公が過酷なサバイバル下で火を点けなければならない時、平時に不良の友人から教えてもらった「ネリカン式マッチ」で火を点ける。 |
| 小説 | 限りなく透明に近いブルー                             | 1976年       | 村上龍の小説。登場人物の「ヨシヤマ」の言葉で、自分が今度警察につかまったら「ネリカン」では済まないだろう、という意味のセリフがある。 |
| 映画 | 練鑑ブラザーズ ゲッタマネー!                         | 2001年       | |
| 自伝 | 怒羅権 初代 ─ ヤクザが恐れる最凶マフィアをつくった男 | 2022年       | 怒羅権の初代総長・佐々木秀夫の自伝。16歳のときに恐喝して人生で初めて逮捕されて収容された場所を、「東京少年鑑別所、通称ネリカン」と紹介。 |